# Cambronne (stanice metra v Paříži)

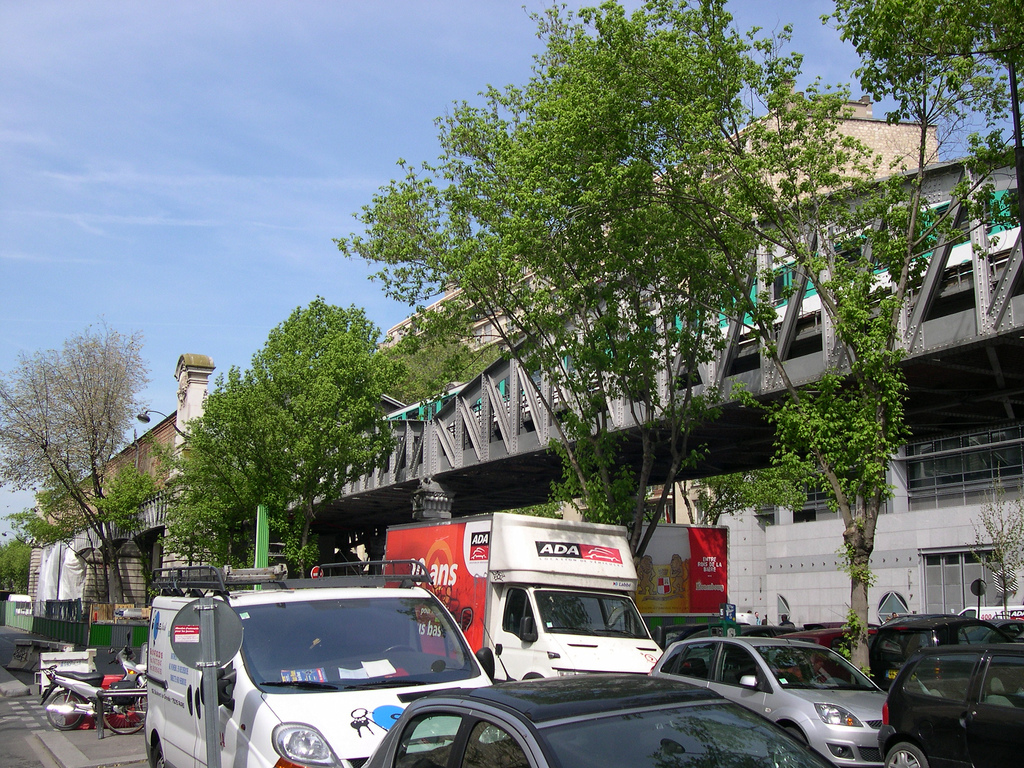
Pohled na stanici od ulice

Cambronne je nepřestupní nadzemní stanice pařížského metra na lince 6 v 15. obvodu v Paříži. Nachází se na viaduktu, který vede po Boulevardu Garibaldi na křižovatce s ulicí Rue Carrierre-Belleuse.

## Historie
Stanice byla otevřena 24. dubna 1906 při zprovoznění úseku Passy ↔ Place d'Italie. V roce 1903 se oddělil od linky 1 úsek počínaje stanicí Étoile a vznikla nová linka 2 Sud (2 Jih), též nazývána Circulaire Sud (Jižní okruh). Tato linka byla právě 24. dubna 1906 rozšířena od stanice Passy po Place d'Italie. 14. října 1907 byla linka 2 Sud zrušena a připojená k lince 5. Dne 12. října 1942 byl celý úsek Étoile ↔ Place d'Italie, a tedy i stanice Cambronne, opět odpojen od linky 5 a spojen s linkou 6, která tak získala dnešní podobu.

## Název
Jméno stanice je odvozeno od názvu nedaleké ulice Rue Cambronne, která nese jméno vikomta Pierra Cambronna (1770–1842), který se proslavil v bitvě u Waterloo.

## Vstupy
Stanice má pouze jeden vchod na Boulevardu Garibaldi naproti domu č. 2.

## Zajímavosti v okolí
- Sídlo UNESCO